# Inferno Carnal
Inferno Carnal è un film del 1977 diretto da José Mojica Marins.

## Distribuzione
La pellicola è stata distribuita nelle sale cinematografiche brasiliane a partire dal 24 marzo 1977.